# 백발백중
"백발백중"은 한국에서 제작된 이형표 감독의 1966년 영화이다. 강신성일 등이 주연으로 출연하였고 이종벽 등이 제작에 참여하였다.

## 출연

### 주연
- 강신성일
- 남정임
- 문희

## 기타
- 조명: 차정남
- 미술: 박석인